# Dolomedes femoralis
Dolomedes femoralis là một loài nhện trong họ Pisauridae.
Loài này thuộc chi Dolomedes. Dolomedes femoralis được miêu tả năm 1882 bởi Hasselt.